# Соборная мечеть (Алексеевка, Уфимский район)
Соборная мечеть (баш. Алексеевка йәмиғ мәсете) — находится в селе Алексеевка Уфимского района Республики Башкортостан.

## История
Мечеть была открыта 15 ноября 2004 г., её открытие было приурочено к празднику Ураза-байрам.
Мечеть представляет собой современное двухэтажное здание с минаретом и пятью небольшими куполами. Снаружи мечеть облицована красным кирпичом, внутри — мрамором. В здании мечети предусмотрены два отдельных молельных зала для мужчин и женщин, есть учебные классы для обучения шакирдов основам ислама.
Строительство мечети шло почти четыре года и финансировалось совхозом «Алексеевский» и прихожанами. Работы велись компанией «Башкортостаннефтезаводстрой».
В торжественной церемонии приняли участие председатель Духовного управления мусульман Башкирии, муфтий Нурмухамет-хазрат Нигматуллин, архиепископ Уфимский и Стерлитамакский владыко Никон, ректор Исламского института имени Марьям Султановой Ильдар-хазрат Малахов, а также председатель совета по делам религий при правительстве РБ Марс Шагиев, директор совхоза «Алексеевский» Евгений Майстренко.
Имам-мухтасибом мечети является Мулюков Варис Гилмуллович (Варис хазрат Мулюков). Пятничные проповеди ведутся на двух языках - башкирском и русском.
25 апреля 2012 г. в Соборной мечети села Алексеевка состоялся выездной пленум Духовного управления мусульман Республики Башкортостан. В мечети также проводятся различные детские мероприятия, посвящённые исламу.